# 金井武雄
金井 武雄（かない たけお 1910年 - 1999年5月4日）は、日本の実業家。富士メガネ創業者・初代社長。北海道足寄郡陸別町出身。

## 生涯
1910年、北海道足寄郡陸別町で開拓農家を営んでいた金井筆吉・ヒロ夫妻の長男として誕生。高等小学校卒業後は足寄町の雑貨店「中村屋」に奉公に出て衣料品の販売促進などに励むも治癒する見込みのない聴力障害で継続が困難になる。
1933年に雑貨店主の紹介で帯広の眼鏡店「東京屋」に転職、道北や樺太まで広範囲に眼鏡などの行商に励み、顧客本位で正確な検査や論理的な説明を心掛けて販売を行った。
その後結核に罹患し故郷の陸別で療養した後、日中戦争による統制経済への移行を見越して資産となる店舗住宅を持つことを考え旭川市の知人の持っていた樺太豊原市内の物件を譲り受け、1939年10月18日に豊原市で富士眼鏡商会を開業。その後外商時代からの知人の紹介で岡田コヨと結婚、肺結核の再発に苛まれながらも東京の眼鏡学の勉強会にも足を運びつつ眼鏡の研究を強め、1941年には長男の重博・1942年には次男の昭雄が誕生。
1944年、海軍に召集され、横須賀海兵団に入隊、更に静岡・大江海軍航空隊に移動するも、難聴により前線に送られず骨折で入院となったことから特攻隊への配属を免れることとなった。同年に豊原市の店は豊原地区配給統制組合文化品部会眼鏡部に接収されている。
1945年10月、札幌市中央区狸小路の店舗を取得し翌年1月に「富士眼鏡店」を再開業。戦時中に破損した眼鏡の片目のみのレンズ交換やツル一本の修繕など小さな修理も多く引き受けサービス精神を優先した顧客第一の経営で親切な店と評判となり、自宅には仕入れ代を優先し畳を引かず板の間で毎日2-3時間程度の短い睡眠をとっていた。
1960年には隣接地で増改築を行うも、1969年2月19日、本店が隣接店の火災に巻き込まれ焼失するも営業損失保証付きの高額な火災保険に入っていたこともあり10月に地上6階地下1階建のビルとして再建。「採算性よりお客様に何週間も不便をかける方が申し訳無い」との考え方から2週間掛かっていた眼鏡の製造期間の短縮を目的にフレームやレンズの自社研究も行い1960年代中盤にはレンズ製作研究所を社内に設置しスイス製のコーティング機やアメリカ製のガラスレンズ研磨機を導入し1時間程度でのレンズ製造を実現させた。また1976年には東京都に大手町店を開店、その後富士メガネチェーンは2023年時点で道内外65店舗にまで拡大している。1975年には紺綬褒章を授章、1983年には次男の金井昭雄の発案で難民キャンプ支援活動を開始、1987年には樺太からの引揚げ経験から残留孤児支援を行うべく中国残留日本人孤児眼鏡寄贈プロジェクトを展開した。1994年にはアメリカのサザン・カリフォルニア・カレッジ・オブ・オプトメトリーに3000万円を提供し「金井武雄奨学基金」を創設。
1996年、息子の金井昭雄が社長となり、引退。同年札幌商工会議所から産業経済栄誉賞を受賞。1999年5月4日、89歳で死去。

## 逸話
- 1964年に新大阪駅での東海道新幹線開業式典のテレビ中継に映っていた来賓の松下幸之助の眼鏡がずり下がっていた事に対して、眼鏡を替えるよう手紙で助言し、その半年後に松下が札幌へ講演に来た際に金井は眼鏡の調整を改めて申し入れそれを受け入れ来店し長年買い替えていなかった眼鏡を購入した。金井は「アメリカへの出張中にアメリカの眼鏡屋に行って日本には眼鏡屋が無いのかと思われたら国辱となる、それを防ぐために失礼を顧みず手紙を出した」と述べ、松下も「商売気を抜きに広い視野に立った考え方に世界一の眼鏡屋と感激した」「本当の商売の見事な一つの手本、我が仕事もかくあるべしと反省させられた」と著書「折々の記 人生で出会った人たち」で述懐している[1]。